# Muiderslot
Il Muiderslot, o Castello di Muiden, è un castello medievale che sorge a Muiden, circa 15 chilometri a sud-est di Amsterdam, nei Paesi Bassi.
Situato alla foce del fiume Vecht, che sfocia in quello che un tempo era il golfo di Zuiderzee, rappresenta uno dei più famosi castelli del Paese ed è stato set cinematografico per molti spettacoli televisivi ambientati nel Medioevo.

## Storia e descrizione

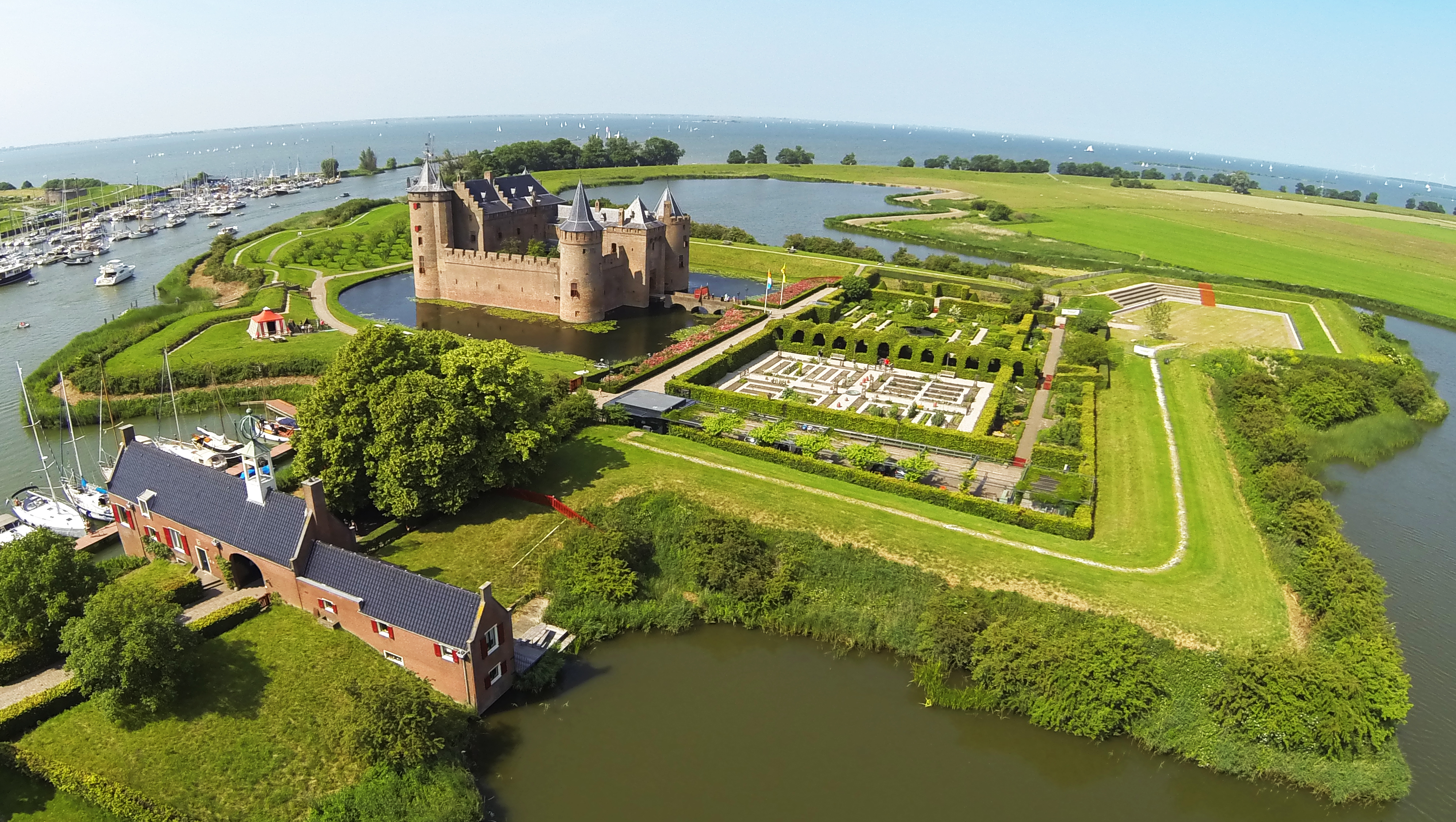
Muiderslot alla foce del fiume Vecht.

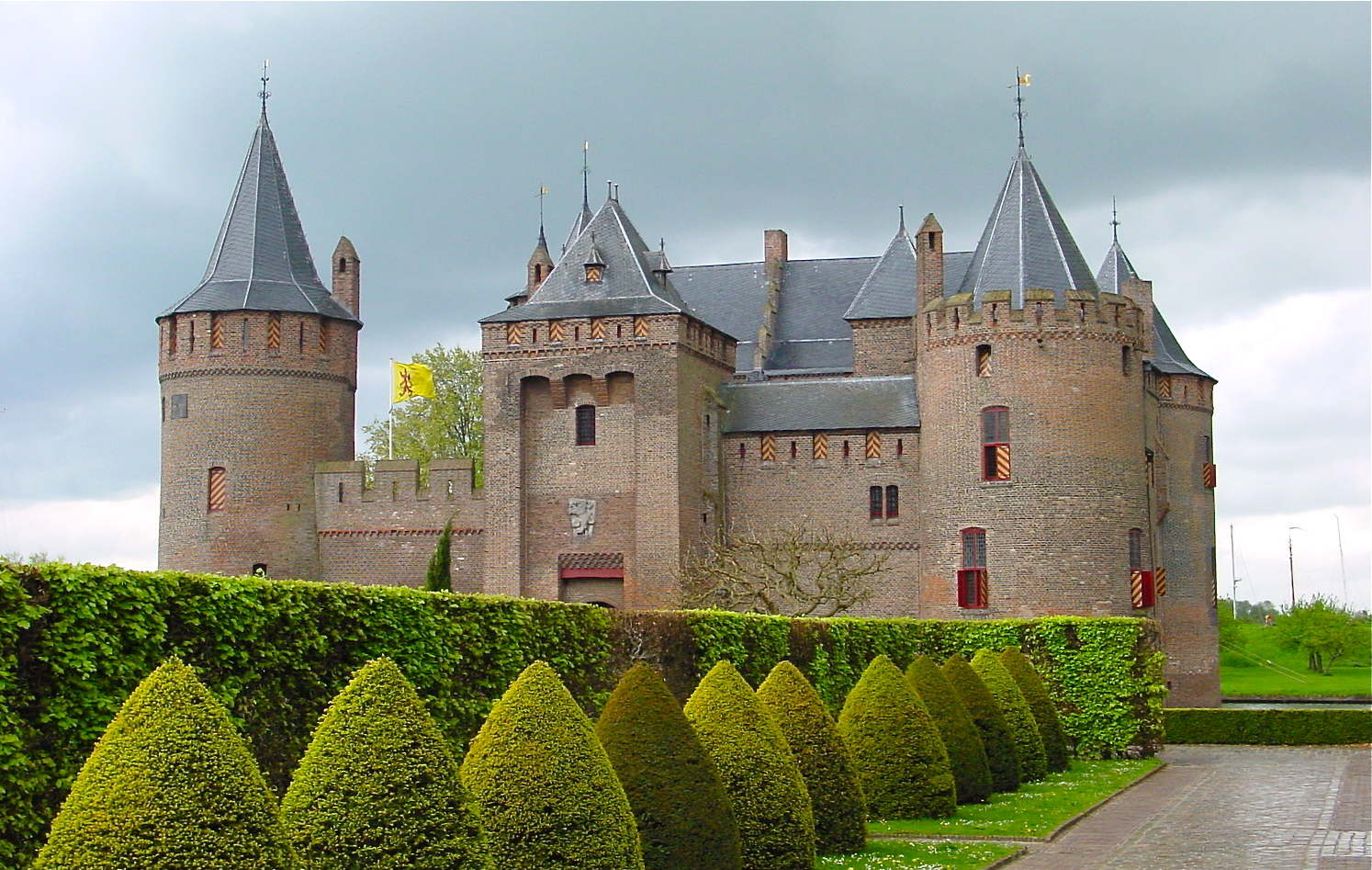
Muiderslot

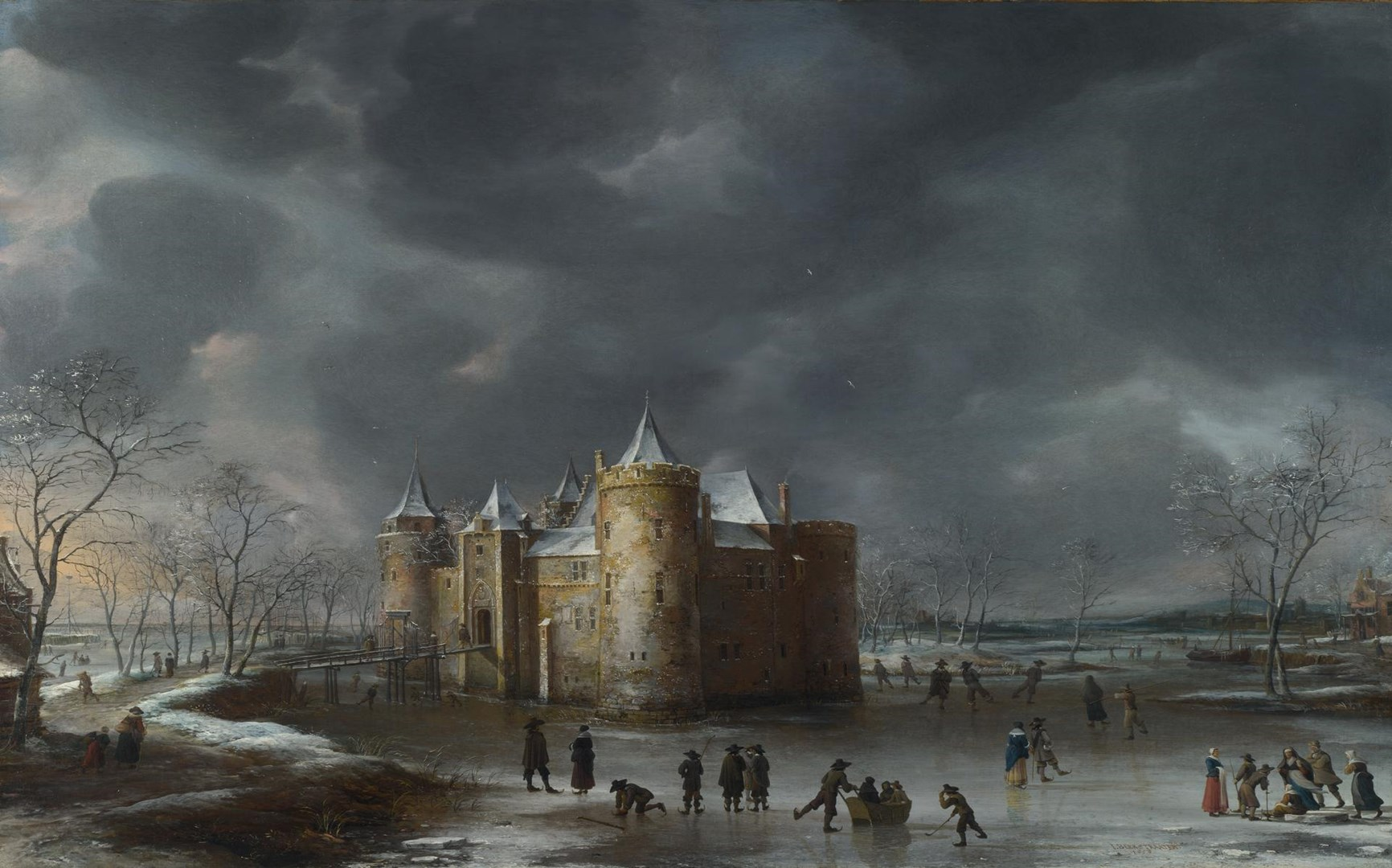
Jan Abrahamsz Beerstraaten, Castello di Muiden in inverno, 1658, Londra, National Gallery

La storia di Muiderslot comincia con il conte Fiorenzo V d'Olanda, che nel 1285 ordinò la costruzione di un castello di pietra alla foce del fiume, in una regione che prima faceva parte del Principato vescovile di Utrecht. Il fiume Vecht era la rotta commerciale per la città di Utrecht, una dei più importanti centri commerciali dell'epoca. Il castello fu usato per imporre una tassa ai commercianti. È un castello relativamente piccolo, misura 32x35 metri, con mura di mattoni che superano i 150 centimetri di spessore. Il castello era circondato da un ampio fossato. Tuttavia con la morte del conte, nel 1296, il castello fu distrutto.
Cento anni dopo, nel 1370, il castello venne ricostruito sullo stesso punto e con la stessa pianta, da Alberto I di Baviera, il quale a quell'epoca era anche conte d'Olanda e Zelanda.
Un altro proprietario famoso fu lo scrittore, poeta e storico, Pieter Corneliszoon Hooft (1581-1647), che ricoprì le cariche di giudice e balivo nella regione di Gooi (Het Gooiland). Per 39 anni Hooft trascorse l'estate nel castello, invitando amici, studiosi, poeti e pittori come Vondel, Huygens, Bredero e Maria Tesselschade Visscher. Questo gruppo era conosciuto con il nome di Muiderkring (Circolo di Muiden). Hooft fece ampliare il giardino e il giardino dei susini, mentre allo stesso tempo veniva realizzato un altro terrapieno difensivo esterno.
Alla fine del XVIII secolo il castello fu usato come prigione poi, abbandonato, e cadde in rovina.
Venne messo in vendita nel 1825, allo scopo di farlo demolire. Solo l'intervento del re Guglielmo I lo impedì. Dovettero passare ancora 70 anni per raccogliere il denaro necessario per restaurare il castello e riportarlo alla sua antica gloria.
Attualmente il Muiderslot è un museo nazionale (Rijksmuseum). Gli interni del castello, le stanze e le cucine sono stati restaurati e riportati all'aspetto che avevano nel XVII secolo. 
Molte stanze oggi ospitano una collezione di armi e armature.